# Pedestrianismo

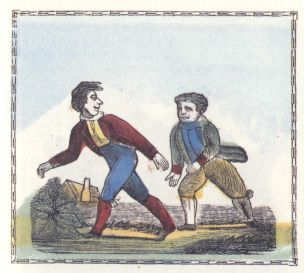
Pedestrianismo, edición de 1836.

Pedestrianismo fue una forma de caminar competitiva del siglo XIX, a menudo profesional y financiado con apuestas, de la que se desarrolló el deporte moderno de la marcha atlética.

## Gran Bretaña delsigloXVIIIy principios delXIX

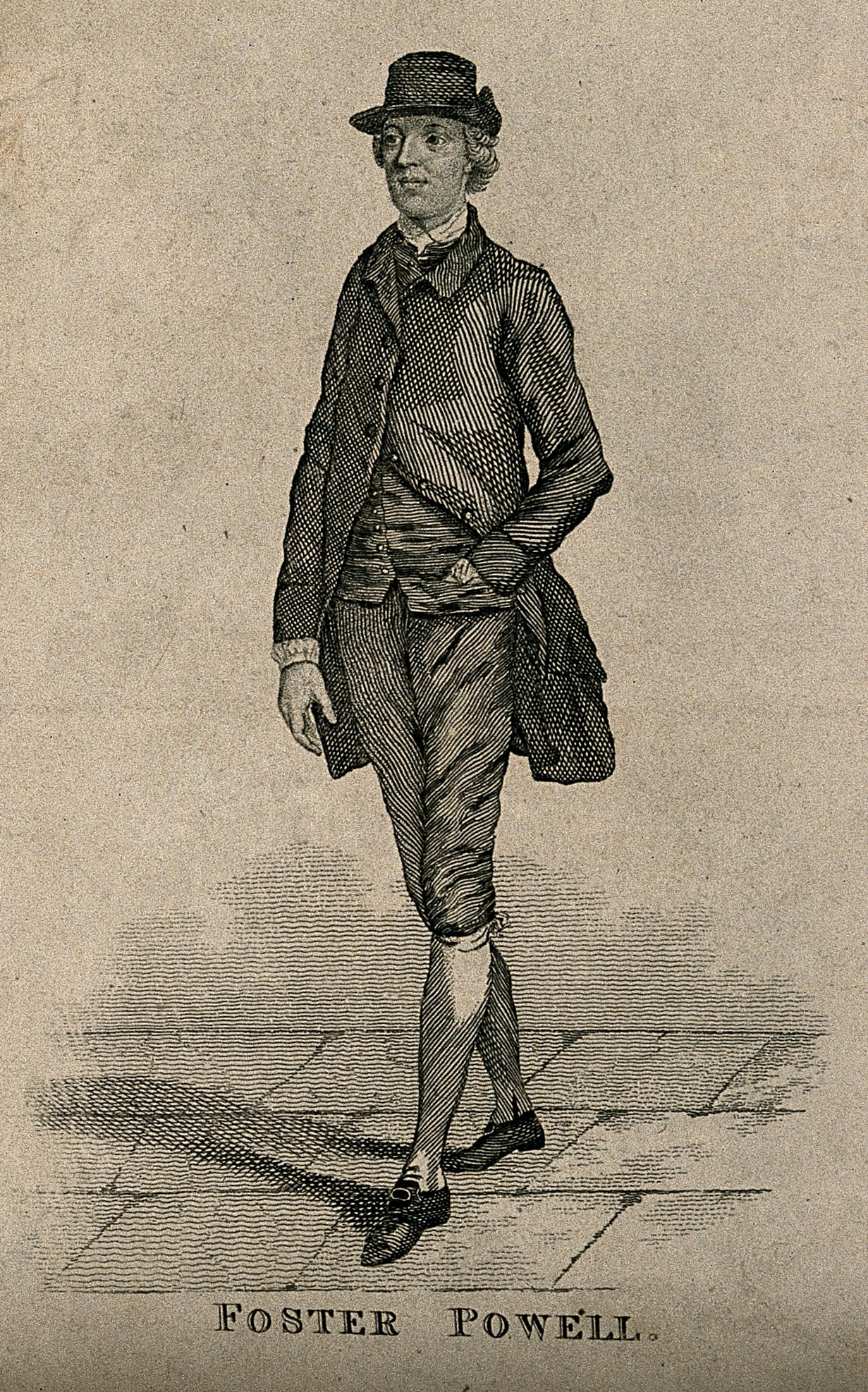
Foster Powell

Durante los siglos XVIII y XIX, el pedestrianismo, como marcha o las carreras de caballos —equitación— fue un deporte de espectadores muy popular en las islas británicas. El pedestrianismo se convirtió en un accesorio en las ferias —como las carreras de caballos— y desarrolló las apuestas en las carreras a pie, senderismo, y el «lacayo de apuestas»; fuentes de finales del siglo XVII y comienzos del XVIII en Inglaterra describen a los aristócratas enfrentando a sus lacayos, obligarlos a caminar por la velocidad de los carruajes de sus dueños, unos contra los otros.
El primer exponente notable de esta caminata de larga distancia, en general se considera a Foster Powell (1734-1793), quien en 1773 recorrió 400 millas desde Londres a York y vuelta, y en 1788 caminó 100 millas (161 km) en 21 horas y 35 minutos. Hacia finales del siglo XVIII, y especialmente con el crecimiento de la prensa popular, las hazañas de los viajes a pie a lo largo de grandes distancias —similares a una ultramaratón moderna— llamaron la atención y fueron etiquetadas como «pedestrianismo».

## Hazañas de distancia y apuestas
Uno de los deportistas más famosos de aquel tiempo fue el capitán Robert Barclay Allardice, nombrado «The Celebrated Pedestrian», de Stonehaven (Escocia). Su hazaña más impresionante fue caminar 1 milla cada hora durante 1000 horas, lo que consiguió entre el 1 de junio y el 12 de julio de 1809. La hazaña capturó la imaginación del público y alrededor de 10.000 personas fueron a vigilar el curso del evento.

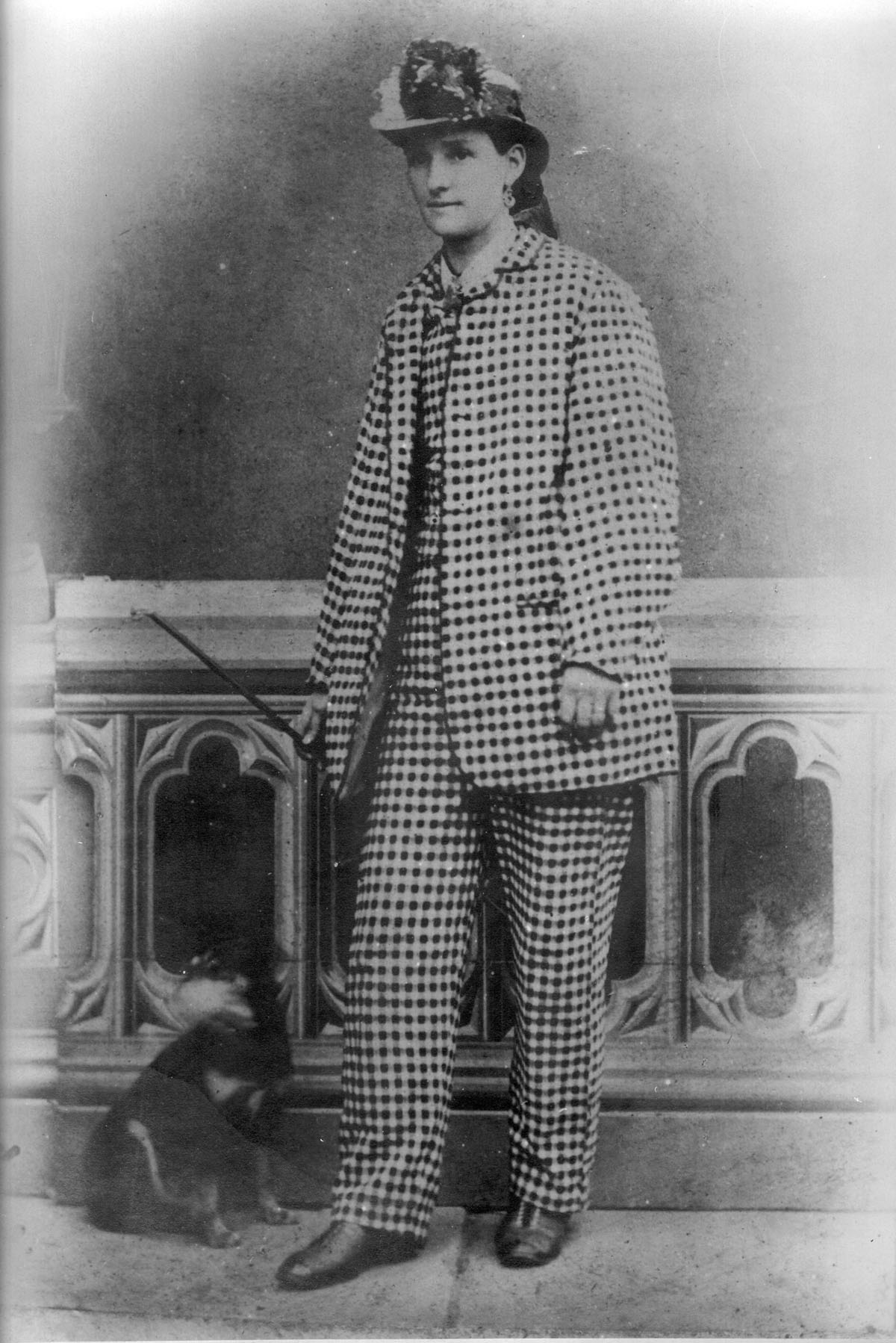
Emma Sharp en el atuendo que usó para la caminata de 1000 millas.

Durante el siglo XIX, muchos más intentaron repetir el desafío atlético, incluida Ada Anderson, que la desarrolló más y caminó un cuarto de milla durante un cuarto de hora en las 1.000 horas. Emma Sharp fue considerada la primera mujer en completar el desafío en septiembre de 1864.
Otro objetivo popular fue que los competidores en eventos de larga distancia recorrieran 100 millas en menos de 24 horas, con lo que obtuvieron el apodo de «centuriones». Enormes premios en efectivo se ofrecieron para las carreras y fue una actividad popular para la prensa, con multitudes de espectadores de la clase trabajadora y el público de apuestas hasta la década de 1880.

## Crecimiento y controversia
El interés en el deporte, y las apuestas que lo acompañaron, se extendió a los Estados Unidos , Canadá y Australia en el siglo XIX. Hacia finales del siglo XIX, el pedestrianismo se vio desplazado en gran parte por el auge de los deportes modernos y por la controversia que implicaba sus reglas, lo que limitó su atractivo como fuente de apuestas y condujo a su inclusión en el movimiento de atletismo amateur y finalmente con creación de carreras

## Regla talón y dedo del pie
El pedestrianismo se codificó por primera vez en la última mitad del siglo XIX, evolucionando hacia el que se convirtió en carreras de pista, mientras que las divergencias con el cross de larga distancia cayeron en carrera descendente, otros atletismo de pista y campo, y caminatas recreativas o senderismo. A mediados del siglo XIX, a menudo se esperaba que los competidores estiraran las piernas al menos con un paso más largo y obedecieran lo que se llamaba la regla del «talón y el dedo del pie». Esta regla, la fuente del moderno corredor, era un mandato que la punta de un pie no podía dejar el suelo antes de que el talón del próximo pie tocara otra vez el suelo, sin embargo las reglas eran habituales cambiantes con la competencia. Los corredores solían correr para evitar los calambres, y eran la distancia, no el código, lo que determinaba la marcha para carreras más largas. Los informes periodísticos sugieren que «trotar» era común en los eventos.

## Ultramaratón

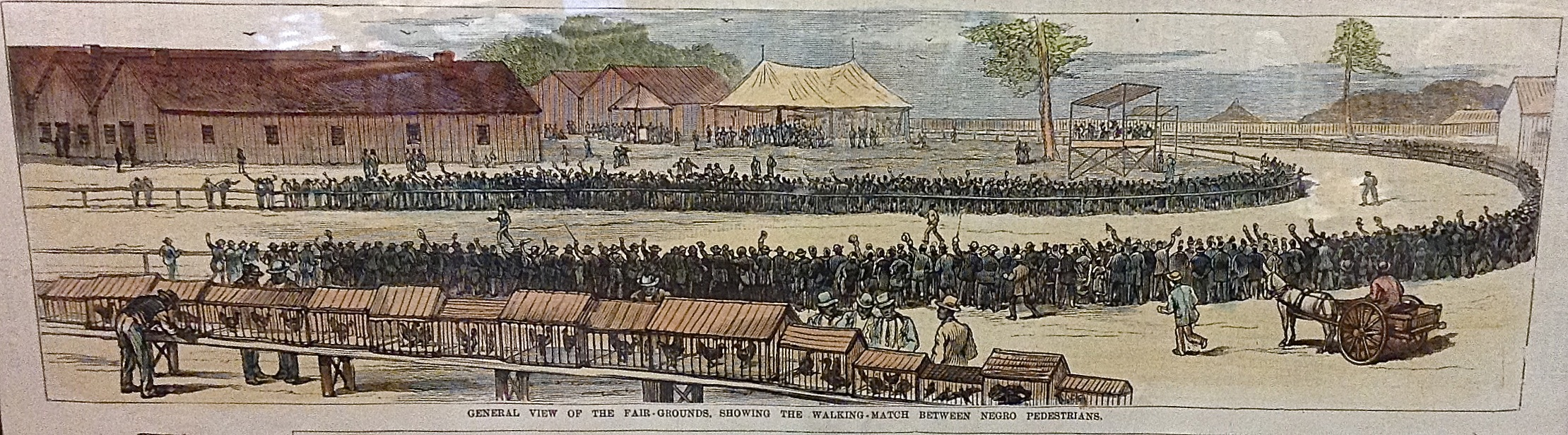
Recinto ferial en la ciudad de Raleigh (Carolina del Norte), 1879.

La forma más larga de caminar la ultramaratón apareció en la prensa popular en la década posterior a la Guerra Civil de Estados Unidos, en este país constituyó una fuente de fascinación. Edward Payson Weston, reportero del New York Herald, ganó un premio de 10 000 $ y recorrió 1.136 millas desde Portland, Maine, en Chicago, en 30 días, el año 1867. En los Estados Unidos, se organizaron una serie de competiciones femeninas, pistas especiales interiores fueron construidos en algunas ciudades, y el pedestrianismo de larga distancia dentro de la comunidad entró en boga. Junto con las sensacionales hazañas de la distancia, el juego era una atracción central para las grandes masas, en su mayoría de clase trabajadora.
En Gran Bretaña, el miembro del Parlamento John Astley fundó un «Campeonato de Larga Distancia del Mundo» en 1878, organizado durante seis días, que se conoció como las «Carreras Astley Belt». Mientras marcaba una cima en la cobertura de prensa de estas carreras, las carreras Astley Belt permitían una amplia interpretación de las reglas. La competencia se inspiró parcialmente por el deseo de limpiar la percepción del deporte como corrompido por los intereses del juego y realizó un empujón entre algunos para codificar el pedestrianism como un deporte amateur